# Großbettlingen

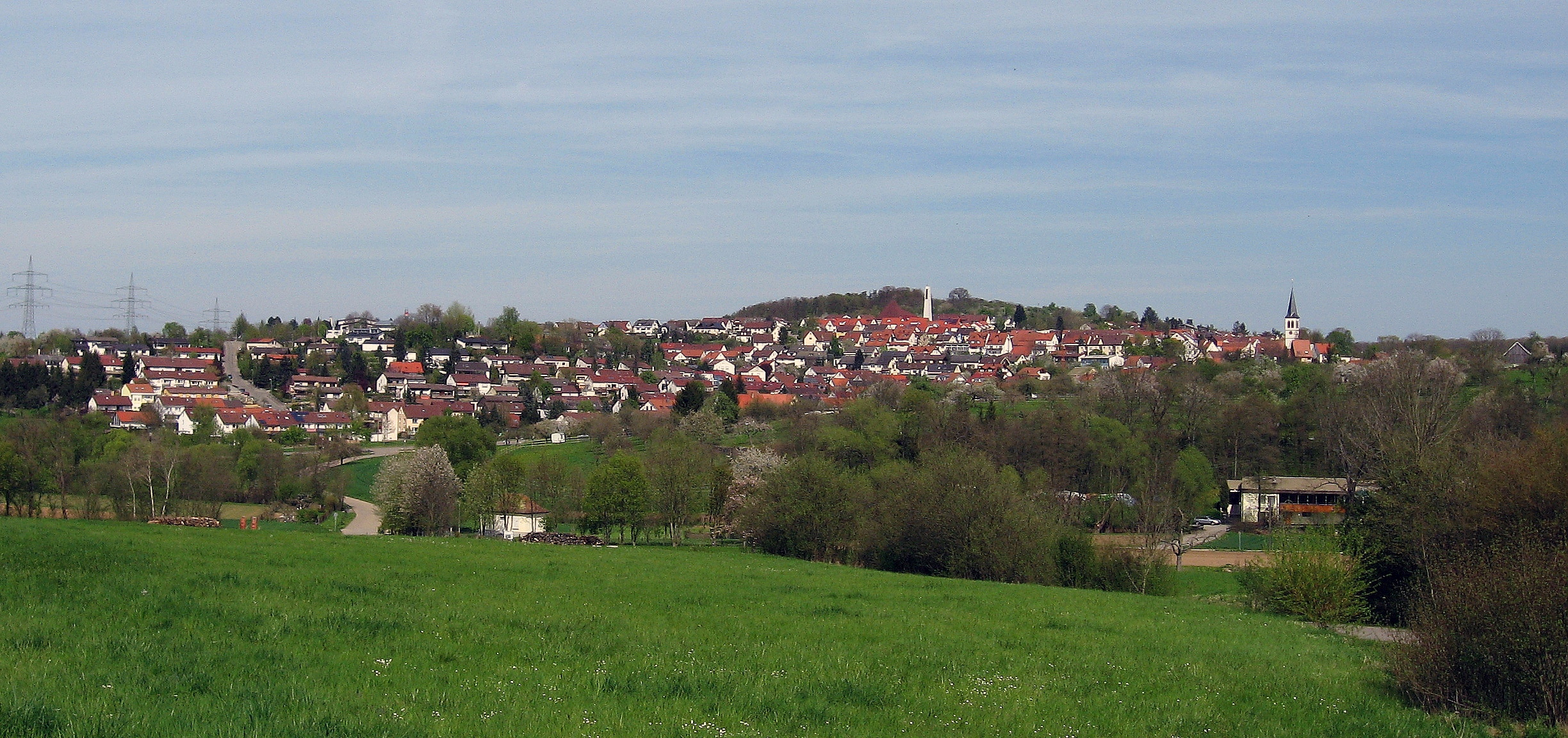
Großbettlingen von Westen aus betrachtet

Großbettlingen ist eine Gemeinde im Landkreis Esslingen im Bundesland Baden-Württemberg. Großbettlingen liegt im Erms-Steinach-Vorland der Schwäbischen Alb, in Luftlinie etwa vier Kilometer südwestlich von Nürtingen, sechs Kilometer nördlich von Metzingen und etwa 17 km südlich der Kreisstadt Esslingen am Neckar, und wird von Südost nach Nordwest von der Autmut durchflossen.

## Geographie

### Geographische Lage
Großbettlingen gehört zur Region Stuttgart (bis 1992 Region Mittlerer Neckar) und zur europäischen Metropolregion Stuttgart.  Das Gemeindegebiet erstreckt sich von etwa 300 m ü. NHN am Ausfluss der Autmut bis 407,9 m ü. NHN auf der Kuppe des Geigersbühls, um den sich von Südost über Südwest bis Nordwest die Siedlungsgebiete legen. Dem Fluss laufen im Gemeindegebiet einige kleine Nebenbäche zu, darunter der nahe am südlichen Ortsrand entstehende Baumbach.

### Nachbargemeinden
An Großbettlingen grenzen reihum die Stadt Nürtingen im Norden, Nordosten und Osten, die Gemeinde Frickenhausen nur kurz im Südosten, die Gemeinde Grafenberg im Süden, die Gemeinde Bempflingen im Südwesten und die Gemeinde Altdorf im Westen. Bis auf Grafenberg, das im Landkreis Reutlingen liegt, gehören alle anderen dem eigenen Landkreis Esslingen an.

### Gemeindegliederung
Zu Großbettlingen gehören außer dem Dorf Großbettlingen keine weiteren Orte. Auf dem Gebiet der Gemeinde liegt die abgegangene Ortschaft Stetten.

### Flächenaufteilung
Nach Daten des Statistischen Landesamtes, Stand 2014.

## Geschichte

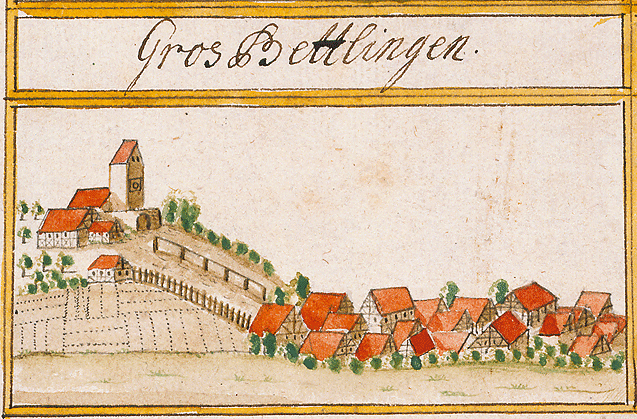
Großbettlingen 1683/1685 im Kieserschen Forstlagerbuch

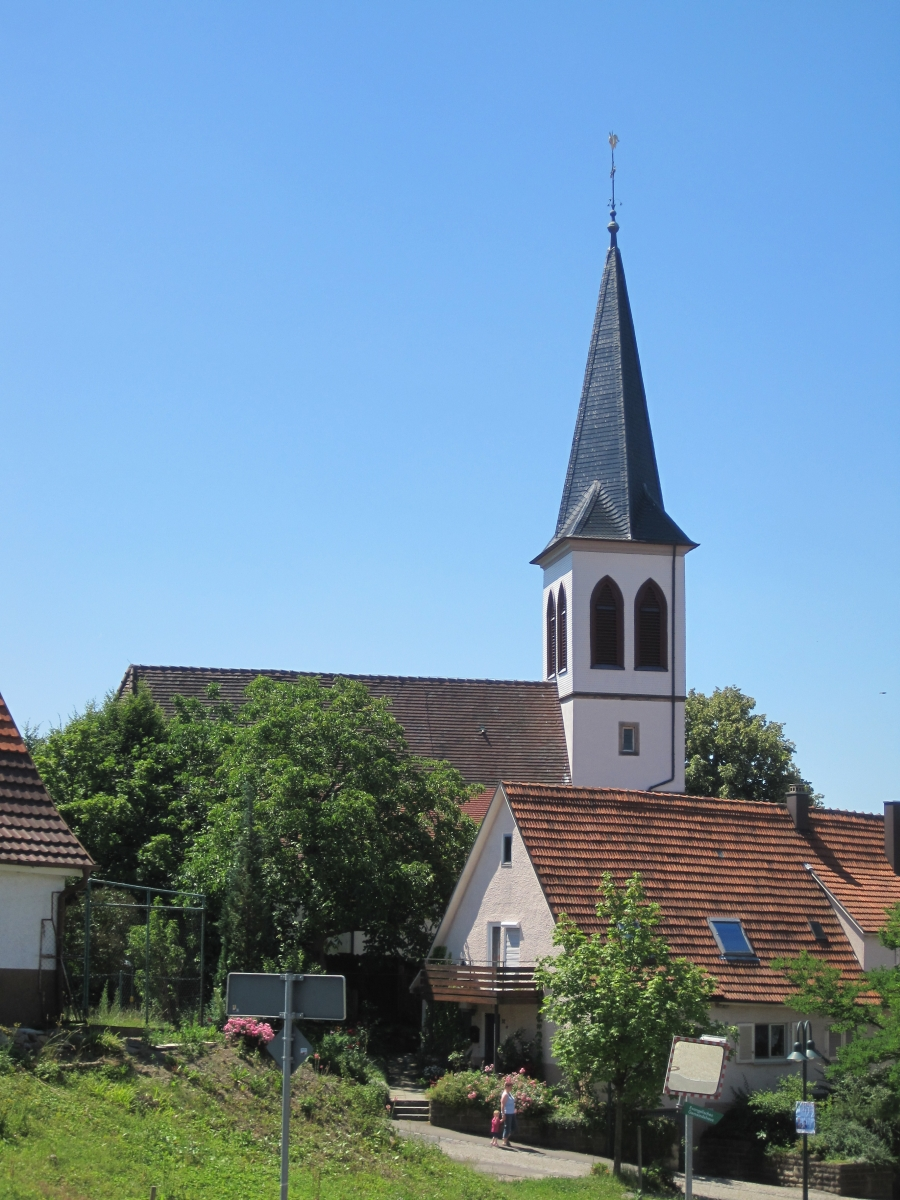
Evangelische Andreaskirche

### Überblick
Großbettlingen wurde erstmals 1275 gesichert urkundlich erwähnt, als im Liber Decimationis ein Pfarrer in »Bettelingen« erwähnt wurde. Bei dieser Nennung kommt nur Großbettlingen in Betracht, da Kleinbettlingen über keine Pfarrkirche verfügte. Frühere Nennungen (um 1120) im Zusammenhang mit den Klöstern in Zwiefalten und Hirsau sowie im Zusammenhang mit den Herren von Boihingen als Grundeigentümer (um 1140) sind unsicher, da sie sich auch auf Kleinbettlingen beziehen können. Der Ortsname Großbettlingen wurde urkundlich erstmalig 1386 erwähnt, als Konrad Glaheimer aus Dettingen/Erms ein Gut „ze Großen betlingen“ verkaufte. Dieser Nennung lag auch die Sechshundertjahrfeier im Jahre 1986 zugrunde. Großbettlingen unterstand damals den Grafen von Urach und kam Ende des 13. Jahrhunderts an die Grafschaft Württemberg. Der Ort war nun dem württembergischen Amt Neuffen zugeordnet. Herzog Ulrich setzte 1534 im Herzogtum Württemberg die Reformation durch. Sämtliche Untertanen wurden somit im 16. Jahrhundert gemäß dem Prinzip „Cuius regio, eius religio“ evangelisch.  Bei der Umsetzung der neuen Verwaltungsgliederung im 1806 gegründeten Königreich Württemberg kam Großbettlingen 1806 zum Oberamt Nürtingen.
Seit der Kreisreform von 1938, durchgeführt während der NS-Zeit in Württemberg, gehörte die Gemeinde zum damals neu umrissenen Landkreis Nürtingen. 1945 wurde der Ort Teil der Amerikanischen Besatzungszone und gehörte somit zum neu gegründeten Land Württemberg-Baden, das 1952 im jetzigen Bundesland Baden-Württemberg aufging. Im Zuge der Kreisreform in Baden-Württemberg 1973 kam die Gemeinde zum Landkreis Esslingen.

### Religionen
Seit der Reformation zu Beginn des 16. Jahrhunderts ist Großbettlingen evangelisch geprägt. Erst der Zuzug von Heimatvertriebenen nach dem Zweiten Weltkrieg führte wieder zu einer nennenswerten Zahl römisch-katholischer Christen, die 1968 eine eigene Kirche bekamen. Seit 1948 gibt es auch eine eigenständige neuapostolische Gemeinde im Ort.

#### Evangelische Kirchengemeinde und Andreaskirche
Die evangelischen Kirchengemeinde gehört zum Kirchenbezirk Nürtingen und hat etwa 1870 Mitglieder (Stand 2021). Zu ihr gehört auch die Andreaskirche. Im 8. Jahrhundert wurde am heutigen Ort bereits eine Holzkirche errichtet. Diese wurde 1497 durch die heute bestehende steinerne Dorfkirche ersetzt. Besonderes Merkmal der Kirche ist das Deckengewölbe des Chorraums. An diesem sind die Apostel Jesu sowie Maria mit dem Jesuskind als Sandsteinskulpturen dargestellt. Bei Renovierungsarbeiten 1984 wurden Wandmalereien aus dem 15. Jahrhundert freigelegt. Diese hängen an den Wänden im Chorraum und der Empore. Auf den Gemälden sind biblische Geschichten dargestellt.

#### Katholische Kirchengemeinde und Heilig-Geist-Kirche
Die katholische Kirchengemeinde zählt 3420 Mitglieder. Sie setzt sich aus den Kirchen in Frickenhausen, Großbettlingen, Linsenhofen, Tischardt und Raidwangen zusammen.
Die Einweihung der Heilig-Geist-Kirche fand 1968 statt. Besonders ist hier die Tatsache, dass die Kirche an der höchsten bebauten Stelle in Großbettlingen liegt. Der Turm der Heilig-Geist-Kirche ist 31 Meter hoch.

#### Neuapostolische Kirchengemeinde
2003 waren 48 Mitglieder in der neuapostolischen Kirchengemeinde. Diese gehört mit 18 weiteren Gemeinden zum Kirchenbezirk Nürtingen. Vor 1948 wurden neuapostolische Gottesdienste vor allem in Privathaushalten abgehalten. Das Kirchengebäude der Kirchengemeinde wird seit 1977 genutzt.

### Einwohnerentwicklung
Die Einwohnerzahlen sind Schätzungen, Volkszählungsergebnisse (¹) oder amtliche Fortschreibungen des Statistischen Landesamtes (nur Hauptwohnsitze).
| Jahr                | Einwohnerzahlen |
| ------------------- | --------------- |
| 1600                | 250             |
| 1650                | 40              |
| 1750                | 250             |
| 3. Dezember 1834¹   | 565             |
| 3. Dezember 1861¹   | 585             |
| 1. Dezember 1900¹   | 554             |
| 17. Mai 1939¹       | 597             |
| 29. Oktober 1946¹   | 736             |
| 13. September 1950¹ | 781             |

| Jahr              | Einwohnerzahlen |
| ----------------- | --------------- |
| 6. Juni 1961¹     | 1413            |
| 27. Mai 1970¹     | 2434            |
| 25. Mai 1987¹     | 3464            |
| 31. Dezember 1995 | 3734            |
| 31. Dezember 2000 | 4091            |
| 31. Dezember 2005 | 4103            |
| 31. Dezember 2010 | 4181            |
| 31. Dezember 2015 | 4290            |
| 31. Dezember 2020 | 4411            |

## Politik

### Gemeinderat
Der Gemeinderat in Großbettlingen besteht aus den gewählten 14 ehrenamtlichen Gemeinderäten und dem Bürgermeister als Vorsitzendem. Der Bürgermeister ist im Gemeinderat stimmberechtigt.
Die Kommunalwahl am 9. Juni 2024 führte zu folgendem Endergebnis.
| Parteien und Wählergemeinschaften | Parteien und Wählergemeinschaften           | % 2024  | Sitze 2024 | % 2019 | Sitze 2019 | Kommunalwahl 2024 %403020100 39,34 %23,10 %19,75 %12,77 %5,05 % FWCDUFrauenGrüneSPDGewinne und Verlusteim Vergleich zu 2019 %p 10 8 6 4 2 0 −2 −4+9,84 %p−3,70 %p−3,85 %p−3,23 %p+0,95 %pFWCDUFrauenGrüneSPD |
| FW                                | Freie Wähler                                | 39,34   | 5          | 29,5   | 4          | Kommunalwahl 2024 %403020100 39,34 %23,10 %19,75 %12,77 %5,05 % FWCDUFrauenGrüneSPDGewinne und Verlusteim Vergleich zu 2019 %p 10 8 6 4 2 0 −2 −4+9,84 %p−3,70 %p−3,85 %p−3,23 %p+0,95 %pFWCDUFrauenGrüneSPD |
| CDU                               | Christlich Demokratische Union Deutschlands | 23,10   | 3          | 26,8   | 4          | Kommunalwahl 2024 %403020100 39,34 %23,10 %19,75 %12,77 %5,05 % FWCDUFrauenGrüneSPDGewinne und Verlusteim Vergleich zu 2019 %p 10 8 6 4 2 0 −2 −4+9,84 %p−3,70 %p−3,85 %p−3,23 %p+0,95 %pFWCDUFrauenGrüneSPD |
| FRAUEN                            | Frauenliste Großbettlingen                  | 19,75   | 3          | 23,6   | 3          | Kommunalwahl 2024 %403020100 39,34 %23,10 %19,75 %12,77 %5,05 % FWCDUFrauenGrüneSPDGewinne und Verlusteim Vergleich zu 2019 %p 10 8 6 4 2 0 −2 −4+9,84 %p−3,70 %p−3,85 %p−3,23 %p+0,95 %pFWCDUFrauenGrüneSPD |
| Grüne                             | Grüne Liste                                 | 12,77   | 2          | 16,0   | 2          | Kommunalwahl 2024 %403020100 39,34 %23,10 %19,75 %12,77 %5,05 % FWCDUFrauenGrüneSPDGewinne und Verlusteim Vergleich zu 2019 %p 10 8 6 4 2 0 −2 −4+9,84 %p−3,70 %p−3,85 %p−3,23 %p+0,95 %pFWCDUFrauenGrüneSPD |
| SPD                               | Sozialdemokratische Partei Deutschlands     | 5,05    | 1          | 4,1    | 1          | Kommunalwahl 2024 %403020100 39,34 %23,10 %19,75 %12,77 %5,05 % FWCDUFrauenGrüneSPDGewinne und Verlusteim Vergleich zu 2019 %p 10 8 6 4 2 0 −2 −4+9,84 %p−3,70 %p−3,85 %p−3,23 %p+0,95 %pFWCDUFrauenGrüneSPD |
| gesamt                            | gesamt                                      | 100,0   | 14         | 100,0  | 14         | Kommunalwahl 2024 %403020100 39,34 %23,10 %19,75 %12,77 %5,05 % FWCDUFrauenGrüneSPDGewinne und Verlusteim Vergleich zu 2019 %p 10 8 6 4 2 0 −2 −4+9,84 %p−3,70 %p−3,85 %p−3,23 %p+0,95 %pFWCDUFrauenGrüneSPD |
| Wahlbeteiligung                   | Wahlbeteiligung                             | 71,32 % | 71,32 %    | 63,9 % | 63,9 %     | Kommunalwahl 2024 %403020100 39,34 %23,10 %19,75 %12,77 %5,05 % FWCDUFrauenGrüneSPDGewinne und Verlusteim Vergleich zu 2019 %p 10 8 6 4 2 0 −2 −4+9,84 %p−3,70 %p−3,85 %p−3,23 %p+0,95 %pFWCDUFrauenGrüneSPD |

### Bürgermeister
Seit 1981 war Martin Fritz der Bürgermeister, er wurde 1988, 1996, 2004 und 2012 wiedergewählt. Im Dezember 2020 wurde Christopher Ott im ersten Wahlgang mit 64,55 Prozent der Stimmen zum neuen Bürgermeister gewählt und am 8. März 2021 in sein Amt eingesetzt.

### Wappen
Blasonierung: „In Silber (Weiß) auf grünem Schildfuß eine große zwischen zwei kleinen grünen Linden.“
Das seit 1694 in Siegeln nachweisbare Drei-Linden-Motiv wird heute mit den drei Linden auf dem Geigersbühl in Verbindung gebracht, die Mörike literarisch verewigt hat. Das Gemeindewappen wurde 1952 durch die Landesregierung verliehen.
Die Gemeindeflagge hat die Farben Grün-Weiß (Grün-Silber). Die Verleihung der Flaggenfarben erfolgte 1968 durch das Innenministerium.

## Wirtschaft und Infrastruktur
Etablierte Wirtschaftszweige am Ort sind die Werkzeugtechnik, die elektronische und digitale Steuerungstechnik, Schaltanlagenbau und Dämmstoffe.

### Bildung
Großbettlingen verfügt über eine Grundschule, die im Jahr 2024 in Grundschule am Geigersbühl benannt wurde und in ihrer Tradition auf eine erstmals im Jahre 1600 genannte Schule zurückgeht. Außerdem gibt es zwei kommunale und einen römisch-katholischen Kindergarten.

### Ver- und Entsorgung

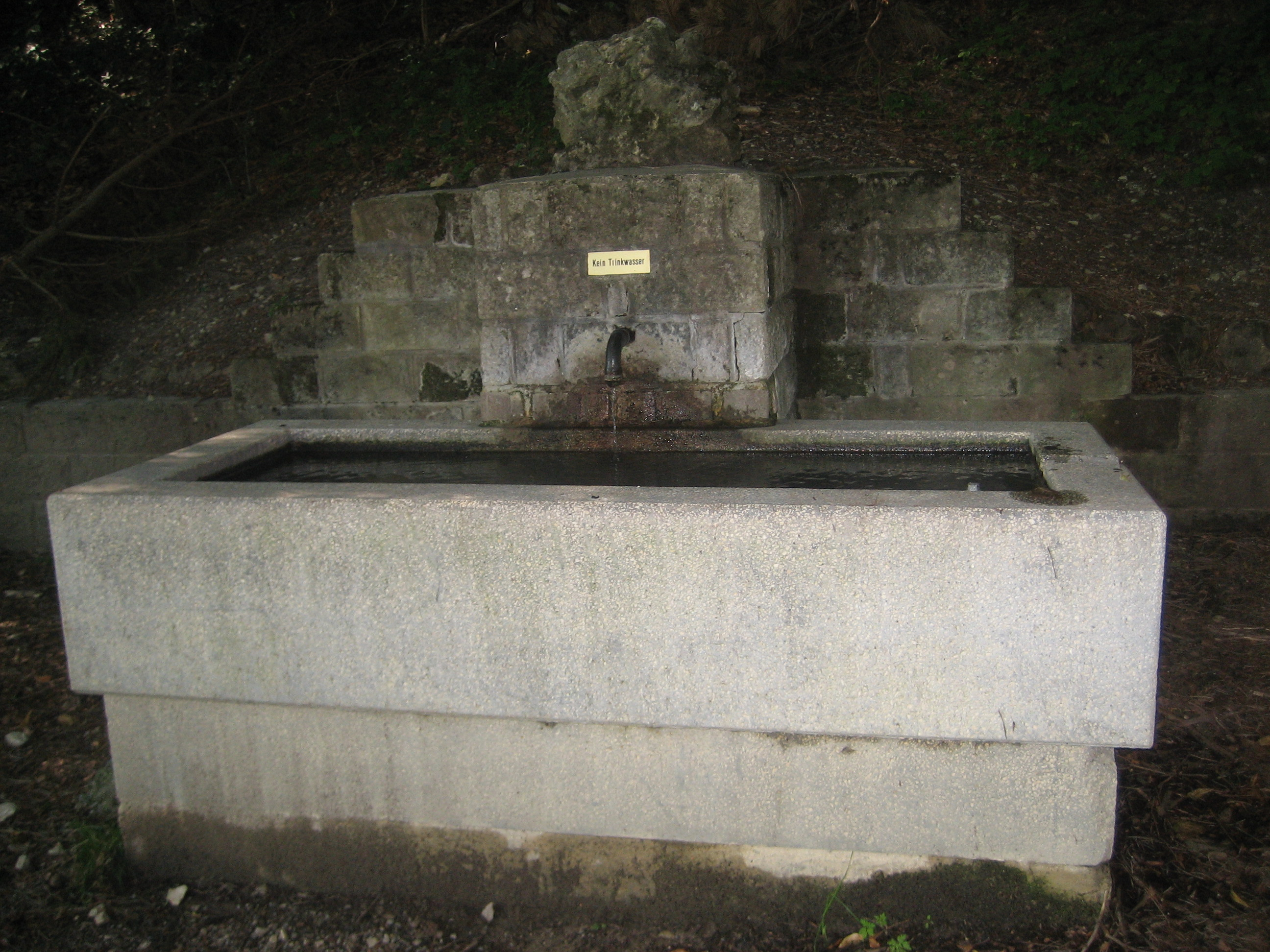
Staufenbühl-Brünnle

Das Stromnetz in der Gemeinde wird von der EnBW Regional AG betrieben. Das Erdgasnetz wird von der FairEnergie GmbH betrieben, einem Tochterunternehmen der Stadtwerke Reutlingen GmbH und der EnBW Kommunale Beteiligungen GmbH.
Die Gemeinde ist Mitglied im Zweckverband Filderwasserversorgung. Großbettlingen hat als erste Gemeinde die Betriebsführung der örtlichen Trinkwasserversorgung an die Filderwasserversorgung übertragen. Bereits vor Jahren wurde die Förderung von Eigenwasser im Autmuttal eingestellt und die Pumpstation außer Betrieb genommen.
Zur Reinigung des Abwassers wird eine eigene Kläranlage betrieben.
Für die Abfallentsorgung ist der Abfallwirtschaftsbetrieb des Landkreises Esslingen zuständig. Es bestehen getrennte Sammlungen für Biomüll, Hausmüll und Papier. Verpackungen werden im Rahmen des Grünen Punktes in sogenannten gelben Säcken gesammelt. Sperrmüll wird gegen Abgabe eines von zwei Gutscheinen jährlich kostenlos abgeholt oder kann zu einer Entsorgungsstation gebracht werden. Bei den Entsorgungsstationen können auch Elektro- und Metallschrott sowie andere wiederverwertbare Stoffe abgegeben werden.

## Kultur und Sehenswürdigkeiten

### Kultur
In Großbettlingen sind viele Vereine angesiedelt. Dazu gehören: Turn-, Sport- und Gesangsverein, Handharmonika-Club, Musikverein, Schützenverein, Verein der Gartenfreunde, Schwäbischer Albverein, Tennisverein und der Krankenpflegeverein.
Das „bettlinger forum“ in Großbettlingen setzt sich ursprünglich zusammen aus „kultur forum“, „sport forum“ und dem „aqua forum“. Am 9. September 2017 wurde das Forum der Generationen in Großbettlingen eröffnet. Das „aqua forum“, welches als Hallenbad genutzt wurde, wurde zu einem Gebäude mit mehreren Räumlichkeiten für die Gemeinde umgebaut. Durch das Forum der Generationen wird Platz für die ehrenamtlichen Angebote in der Gemeinde geschaffen, um Menschen aller Altersgruppen zusammenzubringen. Im Außenbereich des Gebäudes wurde ein Bewegungsparcour angelegt.
Die ehemalige Zehntscheuer wird vor allem für Vorträge, Musikunterricht und VHS-Kurse genutzt.

### Sehenswürdigkeiten
Sehenswert ist insbesondere das 1812 erbaute Rathaus. In der Nähe des Großbettlinger Rathauses befinden sich die ehemalige Zehntscheuer und die Ortsbücherei der Gemeinde.

## Söhne und Töchter der Gemeinde
- Georg Friedrich Sigwart (1711–1795), zweifacher Rektor der Universität Tübingen
- Diemut Majer (1938–2024), Rechtswissenschaftlerin, Titularprofessorin an der Universität Bern, Lehrbeauftragte an der Universität Karlsruhe und Professorin an der Hochschule des Bundes für öffentliche Verwaltung
- Heinz Eininger (* 1956), Verwaltungsjurist, seit 2000 Landrat des Landkreises Esslingen